# Magnus Björnstjerna (1844–1906)
Carl Magnus Gustaf Björnstjerna, född den 13 september 1844 i Stockholm, död där den 15 maj 1906, var en svensk greve och diplomat.  Han var son till Carl Björnstjerna.

## Biografi
Björnstjerna blev student vid Lunds universitet 1863 och avlade kansliexamen där 1864. Han blev extra ordinarie kanslist i Finansdepartementet och tjänstgörande kammarjunkare samma år. Björnstjerna blev attaché i Sankt Petersburg 1866, andre sekreterare i Utrikesdepartementet 1870, kammarherre och tillförordnade vice ceremonimästare samma år, legationssekreterare i Washington 1875, expeditionssekreterare och chef för Utrikesdepartementets handels- och konsulatavdelning 1877 och kansliråd 1878 och tillförordnad generalkonsul i London 1884. Björnstjerna var generalkonsul i Helsingfors 1886–1903. Han blev greve vid faderns död 1888. Björnstjerna blev riddare av Nordstjärneorden 1879 och kommendör av första klassen av Vasaorden 1888.